# Sân bay Vân Cương Đại Đồng
Sân bay Vân Cương Đại Đồng (tiếng Trung: 大同云冈机场) (IATA: DAT, ICAO: ZBDT) là một sân bay phục vụ tại thành phố Đại Đồng, tỉnh Sơn Tây, Trung Quốc. Nó nằm ở phía bắc của thị trấn Bội Gia Tạo ở huyện Đại Đồng, cách trung tâm thành phố 15,2 km.
Sân bay Vân Cương Đại Đồng bắt đầu được xây dựng vào năm 2001 với tổng vốn đầu tư là 290 triệu nhân dân tệ, và được mở cửa vào tháng 1 năm 2006. Sân bay này hiện đang được mở rộng. Tên ban đầu của nó là Sân bây Bội Gia Tạo Đại Đồng (大同倍加皂机场), nhưng sau đó được đổi tên thành Vân Cương Đại Đồng vào tháng 8 năm 2012, theo tên của Hang đá Vân Cương, một di sản thế giới và địa điểm thu hút du lịch nổi tiếng nằm gần đó.

## Hãng hàng không và tuyến bay
| Hãng hàng không         | Các điểm đến                               |
| ----------------------- | ------------------------------------------ |
| Air China               | Bắc Kinh                                   |
| China Eastern Airlines  | Nam Kinh, Thượng Hải-Phố Đông, Thái Nguyên |
| China Southern Airlines | Trường Trị, Quảng Châu                     |
| China United Airlines   | Bắc Kinh-Nam Uyển                          |
| Tianjin Airlines        | Thẩm Dương, Tây An                         |
| Xiamen Airlines         | Thái Nguyên, Hạ Môn                        |